# مادونا سیارا

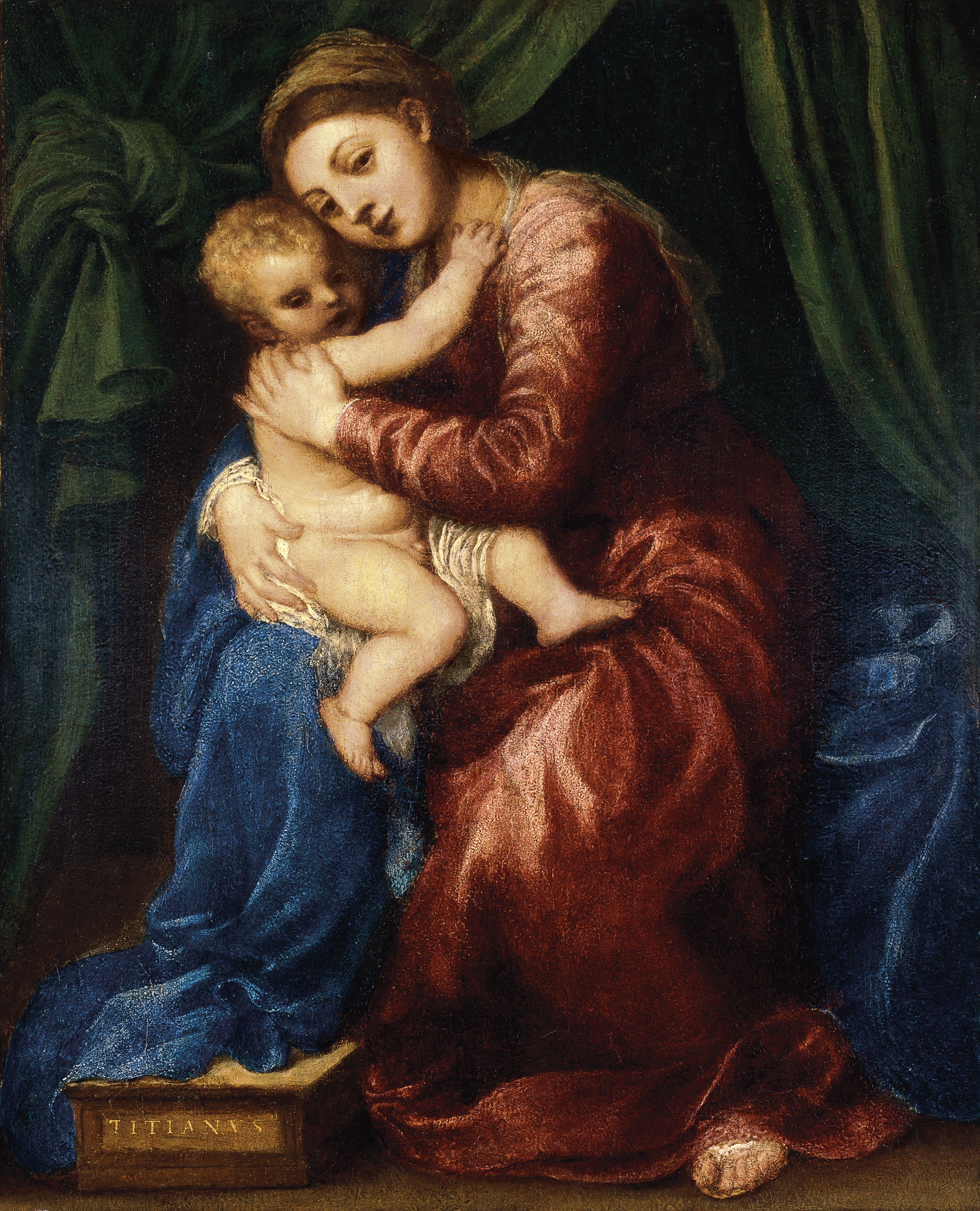

مادونا سیارا تابلوی نقاشی رنگ روغن بر روی بوم اثر تیتیان نقاش ایتالیایی می‌باشد. این اثر در موزه ملی هنر کاتالونیا واقع در بارسلون نگهداری می‌شود. ابعاد این نقاشی که متعلق به سال ۱۵۲۸ میلادی می‌باشد، ۳۷/۵ در ۳۱ سانتی‌متر است. این اثر اصالتاً" برای ناحیه فرارا می‌باشد. این نقاشی در سال ۱۸۳۴ توسط فرانسیس کوپر در شهر رم خریداری می‌شود. مادونا سیارا زنی را نشان می‌دهد که کودکی را در آغوش گرفته است. در پشت زمینه نقاشی پرده‌ای سبز رنگ قرار دارد.